# Bisceglie
Bisceglie – miasto i gmina we Włoszech, w regionie Apulia, w prowincji Barletta-Andria-Trani.
Według danych na styczeń 2009 gminę zamieszkiwało 54 527 osób przy gęstości zaludnienia 796 os./1 km².
W mieście jest stacja kolejowa Bisceglie.